# Чиуауа (пустыня)

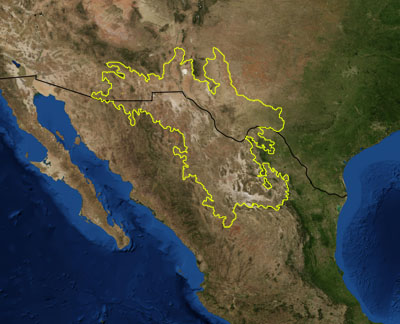
Карта пустыни Чиуауа. Спутниковый снимок NASA. Границы экорегиона определены Всемирным фондом дикой природы. Граница США и Мексики показана чёрной линией.

Чиуа́уа (англ. Chihuahuan Desert; исп. Desierto de Chihuahua) — пустыня в Северной Америке, расположенная в районе американо-мексиканской границы на территории американских штатов Нью-Мексико, Техас (к западу от реки Пекос) и Аризона (юго-восточная часть), а также мексиканских штатов Чиуауа, Коауила, Дуранго (северо-западная часть), Сакатекас (маленькая часть на севере) и Нуэво-Леон (маленькая часть на западе).
Пустыня занимает площадь ок. 362,6 тыс. км², что делает её третьей по размерам в Западном полушарии и второй в Северной Америке после пустыни Большого Бассейна. Пустыня представляет собой засушливую равнину, прерываемую многочисленными горными грядами, микроклимат которых отличается от пустыни в целом. В составе пустыни выделяют заповедник-пустыню Уайт-Сандс (штат Нью-Мексико).
Пустыня Чиуауа находится выше пустыни Сонора, которая расположена западнее. Высота изменяется от 600 до 1675 метров, что смягчает климатические условия летом (обычные дневные температуры в июне находятся в диапазоне 35-40 °C). Зимой погода зависит от силы северных ветров. Осадки более обильны, чем на юге Большого Бассейна, в пустынях Сонора и Мохаве, но обычно не превышают 254 мм в год, причём в основном дождь идёт в период муссона в конце лета. Снега почти нет за исключением высотных частей.
На территории пустыни расположены несколько городов, из которых самые крупные — город Сьюдад-Хуарес с почти двухмиллионным населением, а также города Эль-Пасо, Чиуауа и Торреон.
Обычный песок образуется из кварца. Данная пустыня образована из гипсовых песков, благодаря которым она будто устлана белым покрывалом.

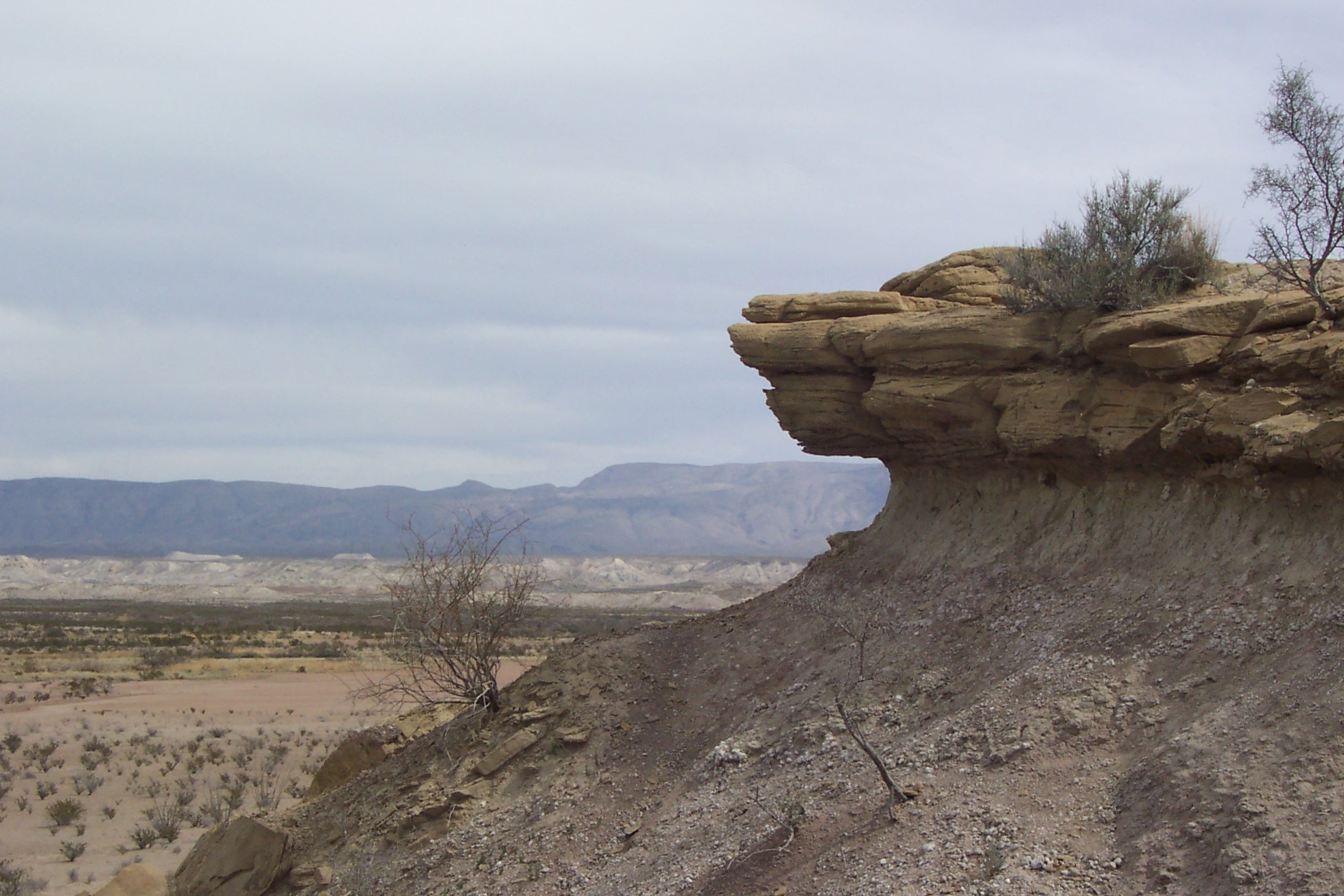
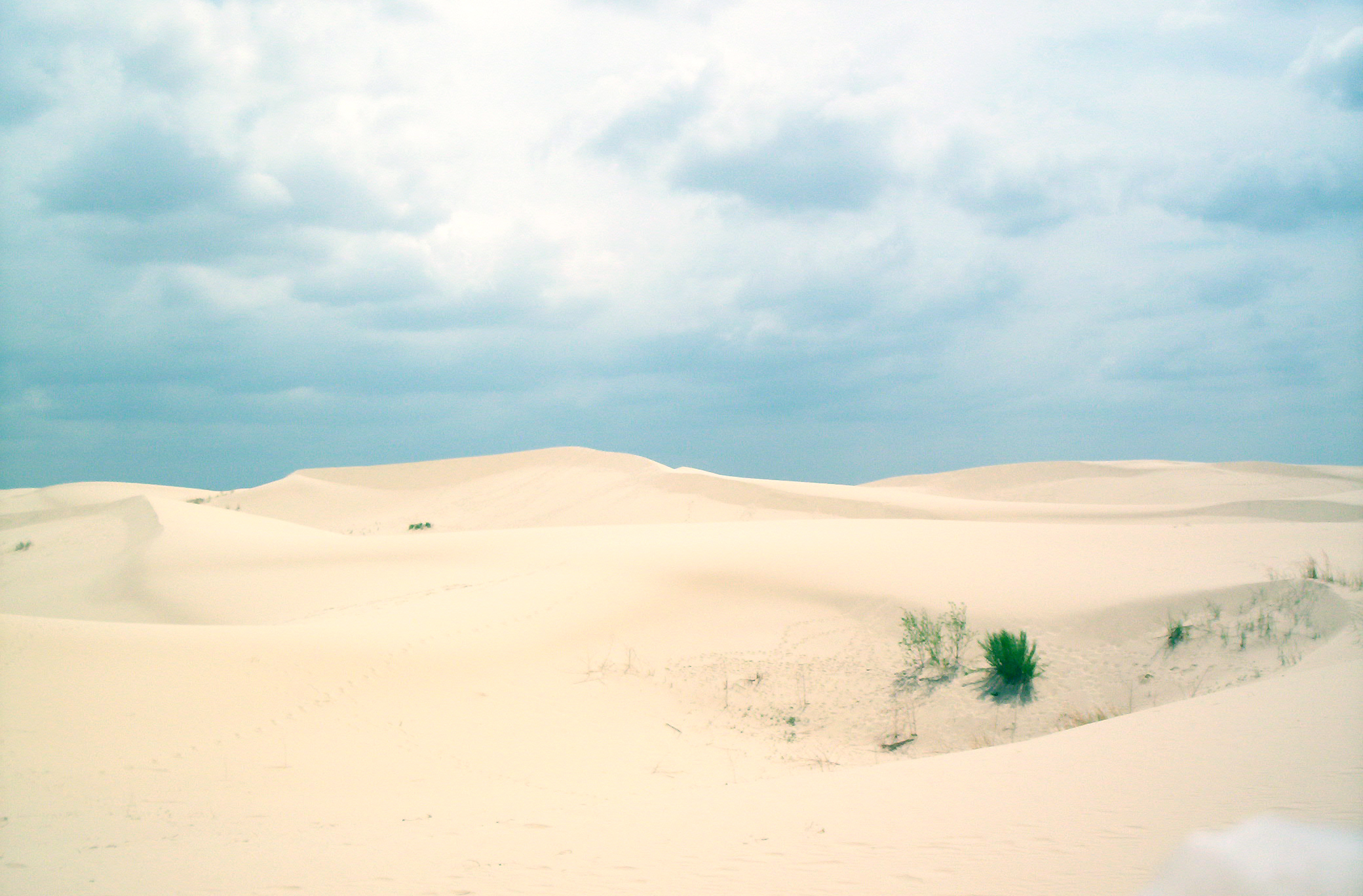
Песчаный участок пустыни на западе Техаса
Чиуауа — родина селагинеллы чешуелистной. Показано поведение сухого растения при помещении его в воду. 37 кадров, снятые с промежутком в 5 минут.